# Qin (jeu de rôle)
 (mars 2024).
Pour les articles homonymes, voir Qin.
Qin est un jeu de rôle français, écrit en collaboration par Pierre Buty, Romain d'Huissier, Florrent, Neko et Christophe Valla et édité par le 7e Cercle en 2005. Il met en scène le genre du wu xia pian dans le contexte de la Chine des Royaumes combattants.
Le livre de base décrit le contexte et la vie quotidienne de cette époque, de la politique générale à la cuisine ou l'habillement. Ce jeu comprend aussi une composante mythologique et surnaturelle appuyée sur des croyances traditionnelles chinoises, la plupart d'époque, certaines d'époques ultérieures.

## Univers de jeu
La gamme des Royaumes combattants, inaugurée par le livre de base, traite comme son nom l'indique de la période pendant laquelle sept royaumes issus de la fragmentation du territoire de la dynastie Zhou (Qin, Wei, Qi, Han, Yan, Zhao et Chu) s'affrontent pour obtenir l'hégémonie sur le Zhongguo. Le royaume de Qin entre alors dans une politique très agressive d'unification de « tout ce qui est sous le ciel ».
Les joueurs incarnent des artistes martiaux aux capacités extraordinaires. Ils devront se positionner face aux grands changements géopolitiques du temps, accompagner l’unification et le système du Qin ou se faire les gardiens d'un "monde de forêts et de lacs" rejeté dans les marges.
La gamme Shaolin et Wudang, publiée en 2008, traite quant à elle de la période Qing (1740). Elle met en scène deux grands types de monastères opposés l'un à l'autre : des moines bouddhistes (en particulier du monastère Shaolin) qui soutiennent les rebelles anti-mandchous, et des moines taoïstes (notamment du monastère de Wudang) soutenus par le régime en place.
Qin est un jeu de genre : chevalier errant (wuxia) pour la gamme Les Royaumes combattants, moine guerrier (kung fu) pour la gamme Shaolin et Wudang. Il s'agit toujours cependant d'une Chine historique. Le cadre de jeu est très détaillé, et fourmille d'informations sociales, religieuses, politiques et historiques.
Pour autant, les joueurs sont invités à incarner des héros hors du commun, inspirés des romans comme Au bord de l'eau et de films héroïques. Les héros sont de ceux qui peuvent courir sur les murs et se battre au sommet des bambous. La magie s'inspire de l'imaginaire chinois : alchimie interne et alchimie externe, divination, exorcisme.

## Système de jeu
Le système de jeu est nommé « Système Yin/Yang ». C'est un système à compétences, qui met l'accent sur la notion d'équilibre.

### Définition d'un personnage
Un personnage est défini par :
- un concept de base : wuxia, moine bouddhiste, exorciste taoïste, qui fait office de guide pour la création et l'interprétation du personnage ;
- cinq caractéristiques, appelées Aspects, prenant des valeurs allant de 1 (faible) à 5 (légendaire), un personnage moyen ayant un score de 2 :
  - Métal (yin) : combativité, force physique, constitution,
  - Eau (yin) : agilité, rapidité, souplesse,
  - Terre (équilibre yin/yang) : sixième sens, volonté, capacité mystique,
  - Bois (yang) : intelligence, astuce, mémoire, concentration,
  - Feu (yang) : charisme, intuition, inspiration artistique ;
- des compétences, appelées Talents, avec un niveau de maîtrise allant de 0 (inexpérimenté) à 6 (divin) ;
- un don et une faiblesse ;
- des caractéristiques dérivées, appelées Aspects secondaires :
  - des caractéristiques intermédiaires, servant à calculer les autres :
    - le Corps est la somme Métal + Eau (yin), l'Esprit est la somme Bois + Feu (yang), l'Équilibre est la différence positive entre Corps et Esprit (Corps - Esprit ou Esprit - Corps, selon ce qui est positif),
    - la Résistance qui est la somme Métal + Terre,

  - le Chi, force mystique qui permet d'utiliser des pouvoirs spéciaux, et qui est déterminé par l'Équilibre et le plus haut niveau de Talent,
  - le Souffle vital, qui détermine la santé (similaire aux points de vie d'autres jeux), et qui est déterminé par l'Équilibre et la Résistance,
  - la Défense passive, qui est la somme Eau + Bois + 2, et qui représente la difficulté à être touché en combat,
  - la Renommée, la célébrité du personnage ;
- des Taos, Manœuvres de combat et Techniques magiques, qui sont des capacités exceptionnelles, héroïques.

Plus l'Équilibre est faible, plus le Chi et le Souffle vital sont élevés. Ainsi, le système favorise les personnages équilibrant les capacités physiques et mentales.
La création d'un personnage se fait par répartition de points.

### Résolution des actions
Le mécanisme de base consiste à dépasser un seuil de réussite (SR) en ajoutant un Aspect, un Talent et un jet de dé dit « dé Yin/Yang » :
l'action est réussie si Aspect + Talent + dé Yin/Yang ≥ SR.
Le dé Yin/Yang consiste à jeter deux dés à dix faces (d10), un noir (dé Yin) et un blanc (dé Yang), et à calculer la différence entre le plus élevé et le plus faible (résultat toujours positif, compris entre 0 et 9) :
- un double 0 est un échec critique ;
- un autre double (double 1, double 2, … double 9) est une réussite critique, appelée « équilibre Yin/Yang ».

Lors d'une confrontation entre deux personnages, chacun fait un test Aspect + Talent + dé Yin/Yang, et le résultat le plus élevé l'emporte.
La distinction entre dé Yin et dé Yang n'a d'importance que pour le combat. En effet, le combat étant une activité éminemment yang, un personnage fait plus de dégâts si c'est son dé Yang qui est supérieur à son dé Yin.
Les Manœuvres de combat sont des coups spéciaux, des bottes secrètes. Ce sont des capacités qui résultent de l'entraînement et de l'apprentissage auprès d'un maître. Concrètement, au prix d'un malus au test de talent martial, le personnage peut effectuer une feinte, une attaque perçante, une pluie de coups, un placement en position favorable.
les Taos sont la capacité du personnage à faire plier le monde sous sa volonté. Le personnage, en comprenant les décrets de l'univers (principes fondateurs du monde), peut agir sur ces lois. Concrètement, en dépensant des points de Chi et en réussissant un jet de Talent le cas échéant, le personnage peut effectuer des bonds extraordinaires, se tenir en équilibre au sommet d'un bambou, résister à des chaleurs effroyables, frapper des ennemis sans les toucher, agir avec une rapidité surhumaine…
Alors que les Taos consistent à faire plier les lois célestes, la magie consiste au contraire à utiliser les lois célestes. Le mécanisme est similaire aux Taos (dépense de points de Chi et test de Talent), mais les effets sont différents : création d'une potion, d'un onguent, de talismans, guérison de maladies, piéger des démons, chasser des fantômes, lire les présages…

## Éditions
Le jeu a été édité en 2005 par Le 7e Cercle, puis traduit en anglais et publié en 2009 par Cubicle 7.

### Ouvrages parus en français

#### Gamme Les Royaumes combattants
- Pierre Buty, Romain d'Huissier, Florrent, Neko et Christophe Valla, Qin : Les Royaumes combattants, 7e Cercle, octobre 2005, 288 p. (ISBN 2-914892-28-4) : livre de base
- Romain d'Huissier, Florrent, Jérôme Larré, Neko et Christophe Valla, Le Livret et l'écran, 7e Cercle, décembre 2005 (ISBN 2-914892-30-6) : écran de 4 volet format A4, et livret de 52 p.
- Romain d'Huissier, Florrent, Jérôme Larré, Neko et Christophe Valla, Mythes et Animaux Fabuleux, 7e Cercle, avril 2006, 104 p. (ISBN 2-914892-33-0)
- Romain d'Huissier, Florrent, Jonathan Gillet, Jérôme Larré, Neko et Christophe Valla, L'Art de la Guerre, 7e Cercle, septembre 2006, 136 p. (ISBN 2-914892-36-5)
- Romain d'Huissier, Florrent, Jérôme Larré, Neko et Christophe Valla, Tiàn Xia : Xianyang, 7e Cercle, décembre 2006, 144 p. (ISBN 2-914892-37-3) : campagne
- Romain d'Huissier, Jérôme Larré et Christophe Valla, Tiàn Xia : Tout sous le ciel, 7e Cercle, octobre 2007, 136 p. (ISBN 978-2-914892-45-2) : suite de la campagne
- Romain d'Huissier, Laurent Devernay, Julien Heylbroeck, Jérôme Larré et Christophe Valla, Linzi, 7e Cercle, décembre 2007, 120 p. (ISBN 978-2-914892-48-3 et 2-914892-48-9)

#### Gamme Shaolin et Wudang
- Romain d'Huissier, Neko, Stéphane Treille et Christophe Valla, Shaolin et Wudang, 7e Cercle, septembre 2008, 240 p. (ISBN 978-2-914892-53-7 et 2-914892-53-5)
- Romain d'Huissier, Stéphane Treille et Christophe Valla, Écran Shaolin et Wudang, 7e Cercle, août 2008 (ISBN 978-2-914892-54-4) : écran 3 volets et livret de 39 p. décrivant la Corée
- Romain d'Huissier, Florrent, Neko et Christophe Valla, Jing, 7e Cercle, janvier 2009, 80 p. (ISBN 978-2-914892-56-8) : ouvrage reprenant les règles du jeu, et permettant de jouer sans l'ouvrage de base Qin, les Royaumes combattants.

### Ouvrages parus dans d'autres langues

#### Ouvrages parus en anglais
- (en) Qin : The Warring States [« Qin, les royaumes combattants »]  (trad. Marcus M. Birch), Cubicle 7, juin 2006, 276 p. (ISBN 2-914892-34-9)
- (en) Gamemaster's Screen [« L'Écran »]  (trad. Roger Ayling, Dominic McDowall-Thomas et Andrew Peregrine), Cubicle 7, octobre 2009, 32 p. (ISBN 978-0-9555423-9-8)
- (en) Legends [« Le Livret »]  (trad. Angus Abranson, Roger Ayling et Sandrine Thirache), Cubicle 7, octobre 2009, 52 p. (ISBN 978-0-9555423-9-8)

#### Ouvrages parus en italien
- (it) Qin : I Regni Combattenti [« Qin, les royaumes combattants »]  (trad. Chiara Battistini et Mercedes Panzeca), Asterion Press, mars 2010, 286 p.

## Analyses
La parution de Qin s'inscrit dans une période de renouveau du jeu de rôle sur table en France vers la fin des années 2000, amenée par l'arrivée de Pathfinder (concurrent de Donjons et Dragons) aux États-Unis, par l'apparition de nouveaux éditeurs français tels que Black Book Editions et Le Septième Cercle, éditeur de Qin et d'autres jeux à succès comme Yggdrasill et Capharnaüm, et enfin par la démocratisation d'Internet qui facilite les contacts entre rôlistes et la diffusion de matériel de jeu conçu par les fans.
Comme beaucoup de système de jeu de jeux de rôle sur table, celui de Qin contient des éléments destinés à installer une ambiance propre à son univers : ainsi le « dé yin/yang », représentés par deux dés (un blanc et un noir) qu'on lance et dont on soustrait un résultat à l'autre, est une modélisation ludique de cette notion propre à la culture chinoise, qui donne une saveur particulière à la part de hasard classique dans les jeux de rôle. De manière générale, les cinq éléments varient peu au fil des aventures des personnages et reflètent davantage des aspects innés, tandis que les talents et les Taos sont amenés à varier souvent et correspondent bien plutôt à des acquis. Il s'agit d'une distinction classique dans un système de jeu de rôle.
Romain d'Huissier, l'un des auteurs du jeu, explique qu'afin de permettre de créer des aventures relevant du genre du wu xia, qui a inspiré des œuvres comme le film Hero (Zhang Yimou, 2002), Qin possède des règles qui mettent l'accent sur l'héroïsme, les prouesses au combat et les acrobaties, tandis que l'univers met l'accent sur une période de guerre et de royaumes divisés. D'autres jeux s'inspirant de la même période historique, mais relevant de genres narratifs différents, font des choix tout différents en matière de règles et de présentation de l'univers, par exemple en mettant l'administration impériale.